# Phorusrhacos longissimus
Phorusrhacos longissimus är en utdöd förhistorisk fågel och den enda art man funnit av från släktet Phorusrhacos. Den var en enorm köttätande fågel som saknade flygförmåga. P. longissimus levde i nuvarande Brasilien och Patagonien.
Arten var en av de största fåglarna som existerat på vår planet.. Den var upp till 2,5 – 3 meter hög, hade en vikt av 120 – 130 kilogram och kan ha haft klor på de rudimentära vingarna. Arten var uteslutande köttätande och dominerade framför allt den sydamerikanska kontinentens näringskedja i flera miljoner år, från 27 miljoner år sedan till så sent som för 14000 år sedan. 
Ben från P. longissimus funna i Santa Cruz-formationen beskrevs 1887 av Florentino Ameghino, och antogs härstamma från en utdöd släkting till bältdjuren (Sydamerika har haft en stor mängd arter i denna grupp, nästan samtliga numera utdöda). 1891 kom man fram till att käken härrörde från en fågel.
Den närmaste levande släktingen till Phorusrhacos är de två arterna seriemor som lever i Sydamerika. Tidigare trodde man att gruppen var besläktad med rallar och trappar och placerade dem därför i ordningen Gruiformes men idag diskuterar man möjligheten att de istället är besläktade med rovfåglarna och placerar dem i den egna ordningen Cariamiformes.

## Synonymer[6]
P. longissimus har genom åren beskrivits under en lång rad olika vetenskapliga namn och förts till en mängd olika släkten:  
- Phororhacos longissimus Ameghino, 1889
- Stereornis rollieri Moreno & Mercerat, 1891
- Stereornis gaundryi Moreno & Mercerat, 1891
- Mesembriornis studeri Moreno & Mercerat, 1891
- Mesembriornis quatrefragesi Moreno & Mercerat, 1891
- Darwinornis copei Moreno & Mercerat, 1891
- Darwinornis zittelli Moreno & Mercerat, 1891
- Darwinornis socialis Moreno & Mercerat, 1891
- Owenornis affinis Moreno & Mercerat, 1891
- Owenornis lydekkeri Moreno & Mercerat, 1891
- Phororhacos sehuensis Ameghino, 1891
- Phororhacos platygnathus Ameghino, 1891
- Titanornis mirabilis Mercerat, 1893
- Callornis giganteus Ameghino, 1895
- Liornis floweri Ameghino, 1895
- Eucallornis giganteus Ameghino, 1901
- Liornis minor Dolgopol de Saez, 1927

## Phorusrhacosi populärkulturen
I filmen ”Journey to the beginning of time” jagas en av huvudpersonerna av en Phorusrhacos genom högt gräs, och i filmen ”Den hemlighetsfulla ön” från 1961 attackeras ett läger av en rödplymad Phorusrhacos. Den har hittills också varit med i två TV-serier för BBC:s räkning: ”Odjurens tid” från 2001, och ”Förhistoriska parken” från 2006.